# Stvarna alegorija
Slikarski studio ili Stvarna alegorija sažetih sedam godina umjetnikova života je ulje na platnu Gustavea Courbeta iz 1855. godine kojom je započeo stilski pravac realizma u slikarstvu. Slika je prekinula sve veze s dotadašnjom umjetnošću 19. stoljeća i udarila standard budućoj realističnoj umjetnosti.

## Povijest
Kada je stručni žiri Pariškog salona (najveće i najznačajnije godišnje izložbe slika u Europi) odbio izložiti Courbetovu sliku „Stvarna alegorija”, samo je veliki romantičarski slikar Delacroix prepoznao jedinstvenu originalnost djela i zapisao: „Odbili su jednu od najdojmljivijih slika našeg doba”. Tijeko samog Pariškog slona, prigodom kojom su veličane slike Ingresa i Delacroixa, iznimno samouvjeren slikar i anti-romantičar - Courbet, je privukao pažnju napravivši samostalnu izložbu u obližnjoj velikoj šupi. O Courbetovoj odvažnosti, kritičar, Jules Champfleury je napisao u svom pismu književniku Georgesu Sandu: „To je nevjerojatno javan čin; podrivanje svih institucija povezanih s izložbom u Salonu; apel javnosti; sloboda ...”
Tijekom izložbe dijelio je primjerke svog „Manifesta Realizma” u kojemu se zalaže za nesentimentalnu umjetnost lišene pretjeranih gesti i dramatičnih kompozicija. Centralna slika na toj izložbi je bilo ovo veliko ulje na platnu (3,6 x 6 m). Danas se nalazi u muzeju d'Orsay u Parizu.

## Odlike
Sam naziv „Stvarna alegorija” je sam po sebi kontradiktran jer su alegorije po definiciji nestvarne. Courbet je zapravo mislio na alegoričan prikaz stvarnih detalja iz života i stvarnih osoba, čime je želio naglastiti kako alegoričnost slike ne narušava njihovu realističnost.
Slika je naslikana u zemljanim tonovima poput slika Rembrandta ili Halsa, ali u epskim dimenzijama poput slika Veronesea, gdje se nalaze brojni likovi smješteni u nizu u plitki prostor.
Smještaj likova je Courbet posudio s Vermeerove slike „Umijeće slikanja” i Velazquezove slike „Male dvorske dame”, ali je ovdje umjetnik (sam Courbet u asirskom profilu) koji slika jedan Barbizonski pejzaž pomaknut u sredinu, a posjetitelji su njegovi modeli i mecene koji su došli na njegov poziv.
Smisao slike možemo spoznati samo ako podrobno proučimo likove sa slike i njihove odnose s Courbetom. Na slici se nalaze dvije skupine. Na lijevoj strani se nalaze “obični” ljudi, tj. razni tipovi ljudi iz njegovog okruženja u Ornansu: lovci, seljaci, radnici, jedan židov, svećenik, kineski klaun, te mlada irska prosjakinja s djetetom. Na desnoj strani, u kontrastu s lijevom, nalaze se Parižani: Courbetovi klijenti, kritičari, intelektualci (već spomenuti kritičar Charmpfleury, socijalni teoretičar Joseph Proudhon, a čovjek koji čita knjigu je Baudelaire). Svi oni su iznimno pasivni, kao da nešto očekuju. Jedni tiho razgovaraju s drugima, dok su drugi zamišljeni, ali nitko ne gleda u slikara. Oni nisu njegova publika, nego reprezentativni uzorci njegove društvene sredine.
Jedini koji gledaju slikara dok slika su dječak, koji predstavlja “nevini pogled”, i nagi model koji simbolički predstavlja “Prirodu” ili jednostavno “Istinu” koju on ističe kao glavni princip njegove umjetnosti.
Značajno je i to što je ova središnja skupina okupana dnevnim svjetlom dok su ostale figure u polutami, kao da umjetnik želi odvojiti aktivnog stvratelja i svijet koji je oko njega koji on tek treba oživjeti.

## Vanjske poveznice
- Stvarna alegorija na stranici muzeja d'Orsay  Arhivirana inačica izvorne stranice od 4. lipnja 2009. (Wayback Machine)
- Životopis Courbeta